# BWF Super Series 2015
Die BWF Super Series 2015 war die neunte Saison der BWF Super Series im Badminton. Die Serie begann mit den All England am 3. März 2015 und endete mit der Hong Kong Super Series am 22. November. Zum Abschluss wurde das BWF Super Series Finale ausgetragen.

## Turnierplan
| Nr. | Veranstaltung                      | Austragungsort                | Stadt        | Datum         | Datum         | Preisgeld US-Dollar | Bericht |
| Nr. | Veranstaltung                      | Austragungsort                | Stadt        | Start         | Ende          | Preisgeld US-Dollar | Bericht |
| --- | ---------------------------------- | ----------------------------- | ------------ | ------------- | ------------- | ------------------- | ------- |
| 1   | All England Super Series Premier   | National Indoor Arena         | Birmingham   | 3. März       | 8. März       | 500.000             | Report  |
| 2   | India Super Series                 | Siri Fort Sports Complex      | Neu-Delhi    | 24. März      | 29. März      | 275.000             | Report  |
| 3   | Malaysia Open Super Series Premier | Bukit Kiara Sports Complex    | Kuala Lumpur | 31. März      | 5. April      | 500.000             | Report  |
| 4   | Singapore Super Series             | Singapore Indoor Stadium      | Singapur     | 7. April      | 12. April     | 300.000             | Report  |
| 5   | Australia Super Series             | State Sports Centre           | Sydney       | 26. Mai       | 31. Mai       | 750.000             | Report  |
| 6   | Indonesia Super Series Premier     | Gelora-Bung-Karno-Stadion     | Jakarta      | 2. Juni       | 7. Juni       | 800.000             | Report  |
| 7   | Japan Super Series                 | Tokyo Metropolitan Gymnasium  | Tokio        | 8. September  | 13. September | 275.000             | Report  |
| 8   | Korea Open Super Series            | SK Olympic Handball Gymnasium | Seoul        | 15. September | 20. September | 600.000             | Report  |
| 9   | Denmark Super Series Premier       | Odense Idrætshal              | Odense       | 13. Oktober   | 18. Oktober   | 650.000             | Report  |
| 10  | French Super Series                | Stade Pierre de Coubertin     | Paris        | 20. Oktober   | 25. Oktober   | 275.000             | Report  |
| 11  | China Open Super Series Premier    |                               | Fuzhou       | 10. November  | 15. November  | 700.000             | Report  |
| 12  | Hong Kong Super Series             | Hong Kong Coliseum            | Kowloon      | 17. November  | 22. November  | 350.000             | Report  |
| 13  | BWF Super Series Finals            | Hamdan Sports Complex         | Dubai        | 9. Dezember   | 13. Dezember  | 1.000.000           | Report  |

## Sieger der BWF Super Series 2015
| Veranstaltung  | Herreneinzel     | Dameneinzel       | Herrendoppel                        | Damendoppel                             | Mixed                                       |
| -------------- | ---------------- | ----------------- | ----------------------------------- | --------------------------------------- | ------------------------------------------- |
| England        | Chen Long        | Carolina Marín    | Mathias Boe Carsten Mogensen        | Bao Yixin Tang Yuanting                 | Zhang Nan Zhao Yunlei                       |
| India          | Srikanth Kidambi | Saina Nehwal      | Chai Biao Hong Wei                  | Misaki Matsutomo Ayaka Takahashi        | Liu Cheng Bao Yixin                         |
| Malaysia       | Chen Long        | Carolina Marín    | Mohammad Ahsan Hendra Setiawan      | Luo Ying Luo Yu                         | Zhang Nan Zhao Yunlei                       |
| Singapur       | Kento Momota     | Sun Yu            | Angga Pratama Ricky Karanda Suwardi | Ou Dongni Yu Xiaohan                    | Zhang Nan Zhao Yunlei                       |
| Australien     | Chen Long        | Carolina Marín    | Lee Yong-dae Yoo Yeon-seong         | Ma Jin Tang Yuanting                    | Lee Chun Hei Chau Hoi Wah                   |
| Indonesien     | Kento Momota     | Ratchanok Intanon | Ko Sung-hyun Shin Baek-cheol        | Tang Jinhua Tian Qing                   | Xu Chen Ma Jin                              |
| Japan          | Lin Dan          | Nozomi Okuhara    | Lee Yong-dae Yoo Yeon-seong         | Zhao Yunlei Zhong Qianxin               | Joachim Fischer Nielsen Christinna Pedersen |
| Korea          | Chen Long        | Sung Ji-hyun      | Lee Yong-dae Yoo Yeon-seong         | Nitya Krishinda Maheswari Greysia Polii | Zhang Nan Zhao Yunlei                       |
| Dänemark       | Chen Long        | Li Xuerui         | Lee Yong-dae Yoo Yeon-seong         | Jung Kyung-eun Shin Seung-chan          | Ko Sung-hyun Kim Ha-na                      |
| Frankreich     | Lee Chong Wei    | Carolina Marín    | Lee Yong-dae Yoo Yeon-seong         | Huang Yaqiong Tang Jinhua               | Ko Sung-hyun Kim Ha-na                      |
| China          | Lee Chong Wei    | Li Xuerui         | Kim Gi-jung Kim Sa-rang             | Tang Yuanting Yu Yang                   | Zhang Nan Zhao Yunlei                       |
| Hongkong       | Lee Chong Wei    | Carolina Marín    | Lee Yong-dae Yoo Yeon-seong         | Tian Qing Zhao Yunlei                   | Zhang Nan Zhao Yunlei                       |
| Masters Finals | Kento Momota     | Nozomi Okuhara    | Mohammad Ahsan Hendra Setiawan      | Luo Ying Luo Yu                         | Chris Adcock Gabrielle Adcock               |